# Habitatge de les Arenes-2 (Castellar del Vallès)
L'Habitatge de les Arenes és una obra del municipi de Castellar del Vallès (Vallès Occidental) inclosa en l'Inventari del Patrimoni Arquitectònic de Catalunya, juntament amb altres dues situades en l'indret de "Les Arenes", apartat del centre del municipi.

## Descripció
Habitatge unifamiliar situat a la zona d'estiueig de Les Arenes. L'edifici es divideix en soterrani, planta, pis i golfes, presentant una organització que recorda a les cases pairals de l'entorn.
La distribució de la façana és simètrica marcant l'eix la porta d'entrada, que està concebuda com una estructura sortint, amb finestra i dues portes. S'accedeix per una doble escalinata. El cos de l'entrada està coronat per un ràfec que es constitueix en la balconada del pis superior. L'ornamentació presenta un lleuger toc modernista, sobretot pel que fa a la planta baixa, barrejat amb la utilització d'elements procedents del món gòtic. El carener de la teulada és perpendicular a la façana principal, presentant el ràfec una considerable volada amb motius ornamentals.